# Rhusia howicki
Rhusia howicki är en insektsart som beskrevs av Pieter D. Theron 1977. Rhusia howicki ingår i släktet Rhusia och familjen dvärgstritar. Inga underarter finns listade i Catalogue of Life.